# Aya (álbum de Aya Nakamura)
Aya es el tercer álbum de estudio de la cantante francesa Aya Nakamura. Lanzado el 13 de noviembre de 2020 a través de Warner Music France.
El álbum presenta apariciones especiales de Stormzy, Ms Banks y Oboy. Fue precedido por los sencillos «Jolie nana» y «Doudou», los cuales alcanzaron el top 10 en el país de origen de la cantante.

## Antecedentes y promoción
El 15 de octubre de 2020, Aya Nakamura anunció el álbum a través de sus cuentas de redes sociales. Sobre el proceso de grabación, su novio y productor Vladimir Boudnikoff reveló: «Pasamos días, noches, semanas en el estudio de este álbum. Y si hay algo que les puedo garantizar, hay un talento inmenso detrás de esta mujer». La propia Nakamura explicó: «Me divertí mucho, probé muchas cosas, quería probar algunas cosas como en ‘Doudou’. No puedo esperar a ver a mis fanáticos nuevamente porque creo que se sorprenderán». El álbum recibió vallas publicitarias en Times Square el 13 de noviembre.

## Lista de canciones
| Aya   |                             |                               |                             |          |  |
| N.º   | Título                      | Escritor(es)                  | Productor(es)               | Duración |  |
| 1.    | «Plus jamais (con Stormzy)» | Nakamura, Stormzy             | Heezy Lee, Timo             | 2:55     |  |
| 2.    | «Tchop»                     | Nakamura                      | Julio Masidi, Jordan Houyez | 2:50     |  |
| 3.    | «Doudou»                    | Nakamura                      | Vladimir Boudnikoff         | 2:48     |  |
| 4.    | «Jolie nana»                | Nakamura                      | Masidi                      | 2:27     |  |
| 5.    | «Fly»                       | Nakamura                      | Boudnikoff                  | 3:37     |  |
| 6.    | «Biff»                      | Nakamura                      | Drama State                 | 2:33     |  |
| 7.    | «Sentiments grandissants»   | Nakamura                      | Masidi, Houyez, Dave        | 2:21     |  |
| 8.    | «Love de moi»               | Nakamura                      | Masidi, Starow              | 2:36     |  |
| 9.    | «Ça blesse»                 | Nakamura                      | Heezy Lee, Timo             | 2:36     |  |
| 10.   | «Mon chéri»                 | Nakamura, Davido              | Boudnikoff, Aloïs Zandry    | 2:35     |  |
| 11.   | «Hot»                       | Vladimir Boudnikoff           | Vladimir Boudnikoff         | 3:30     |  |
| 12.   | «Nirvana»                   | Nakamura, Vladimir Boudnikoff | Vladimir Boudnikoff         | 2:30     |  |
| 13.   | «La machine»                | Nakamura                      | Vladimir Boudnikoff         | 3:03     |  |
| 14.   | «Mon Lossa (con Ms Banks)»  | Nakamura, Thyra Oji           | Masidi                      | 3:05     |  |
| 15.   | «Préféré (con Oboy)»        | Nakamura, Oboy                | Boudnikoff                  | 2:54     |  |
| 42:25 |                             |                               |                             |          |  |

## Gráficos semanales
| Cuadro (2020)                | Listas Posición |
| ---------------------------- | --------------- |
| Bélgica (Ultratop flamenca)  | 14              |
| Bélgica (Ultratop valona)    | 2               |
| Países Bajos (Album Top 100) | 36              |
| Francia (SNEP)               | 2               |
| Suiza (Schweizer Hitparade)  | 8               |

### Gráficos de fin de año
| Cuadro (2020)                      | Posición |
| ---------------------------------- | -------- |
| Belgian Albums (Ultratop Wallonia) | 104      |
| French Albums (SNEP)               | 50       |

| Cuadro (2021)                      | Posición |
| ---------------------------------- | -------- |
| Belgian Albums (Ultratop Wallonia) | 39       |
| French Albums (SNEP)               | 32       |

| Cuadro (2022)        | Posición |
| -------------------- | -------- |
| French Albums (SNEP) | 128      |

## Certificaciones
| Región         | Certificación | Unidades vendidas |
| -------------- | ------------- | ----------------- |
| Francia (SNEP) | 2× Platino    | 200 000           |